# Olindia
Olindia es un género de polillas de la familia Tortricidae.
Se encuentra en Europa.

## Especies
- Olindia schumacherana Fabricius, 1787